# Diecezja Lancaster
Diecezja Lancaster – diecezja Kościoła rzymskokatolickiego w północnej Anglii, w metropolii Liverpoolu. Obejmuje całość hrabstwa Kumbria oraz północną część hrabstwa Lancashire. Powstała 22 listopada 1924 roku w wyniki wyłączenia części terytorium z archidiecezji Liverpoolu. Siedzibą biskupów jest Lancaster.

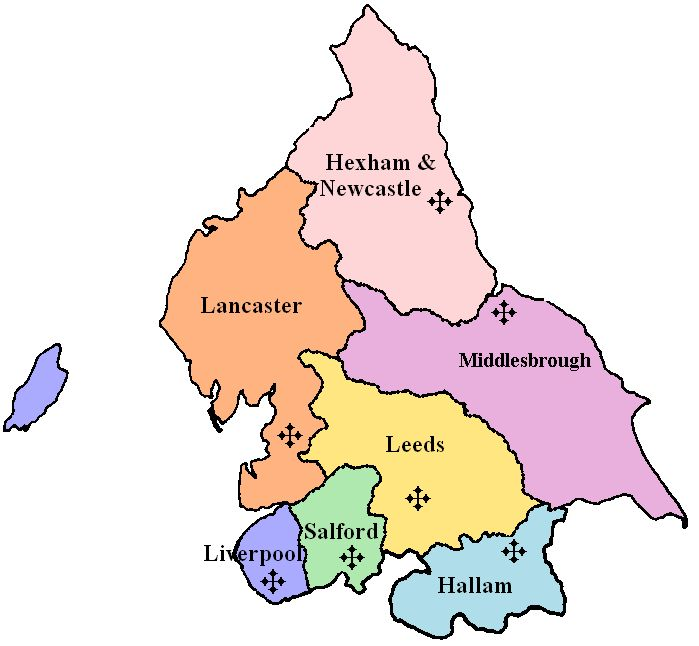
Diecezja na mapie metropolii